# Программа строительства флота «Шесть-шесть»
Программа строительства флота «Шесть-шесть» (яп. (六六艦隊 Рокуроку кантай) — программа развития Императорского флота Японии в конце XIX века, принятая вскоре после японо-китайской войны и Тройственной интервенции. Разработанная адмиралом Ямамото Гомбэем, эта программа вывела Японию в число ведущих морских держав своего времени. Хотя в японо-китайскую войну страна вступила с флотом, сопоставимым с цинским, после модернизации он стал грозным соперником и для флотов европейских держав.

## Причины программы
После Первой китайско-японской войны произошёл всплеск народного энтузиазма, который был вызван недавними победами Японии на море. Это было огромным политическим успехом для правительства и вооружённых сил.  Однако 23 апреля 1895 года правительства Франции, Германии и России оказали давление на Японию, чтобы она отказалась от аннексии Ляодунского полуострова. Японцы хорошо знали о морской мощи этих стран в водах Восточной Азии, особенно России. Без дипломатической, политической или военной поддержки Великобритании или Соединённых Штатов и, следовательно, не имея большого выбора, японцы были вынуждены вернуть полуостров Китаю за дополнительные 45 миллионов иен контрибуции. Хотя победа над Китаем повысила статус Японии, она также ещё больше втянула страну в соперничество великих держав в Восточной Азии и Тихоокеанском регионе. Тройственная интервенция также подчеркнула степень морской слабости Японии по отношению к Западу. Однако эта морская слабость в сочетании с политическим капиталом, полученным в результате войны с Китаем, способствовала общественной и законодательной поддержке военно-морской экспансии после войны.
| Японская программа строительства флота (1896–1905) |                |
| Тип корабля                                        | Количество     |
| Броненосцы первого ранга                           | 4              |
| Крейсера первого ранга                             | 6              |
| Крейсера второго ранга                             | 3              |
| Крейсера третьего ранга                            | 3              |
| Канонерские лодки с торпедным вооружением          | 1              |
| Корабли для хранения торпед                        | 1              |
| Эскадренные миноносцы                              | 23             |
| Торпедные катера первого ранга                     | 16             |
| Торпедные катера второго ранга                     | 37             |
| Торпедные катера третьего ранга                    | 10             |
|                                                    | Всего кораблей |
| Крупных кораблей                                   | 16             |
| Эсминцев и торпедных катеров                       | 88             |
| Общая цена постройки (в иенах)                     | ¥ 213 100 964  |
| Общая цена постройки (в иенах)                     |                |

## Создание программы
В мае 1895 года министр флота Сайго Цугумити попросил Ямамото Гомбея составить исследование будущих военно-морских потребностей Японии. Ямамото, недавно назначенный на должность начальника Бюро по военно-морским делам, понял, что ему предоставляется прекрасная возможность обеспечить значительное расширение флота. Подойдя к своей задаче с неослабевающим энтузиазмом, Ямамото разработал революционный план, который должен был преобразовать флот Японии в флот мирового класса.
Хотя Российская империя считалась наиболее вероятным врагом Японии в любом будущем конфликте, Ямамото предпочёл рассмотреть другие сценарии, а не просто подготовку к войне с Россией. Ямамото считал, что Япония должна обладать достаточной военно-морской мощью, чтобы не только иметь дело с одним гипотетическим врагом отдельно, но и противостоять любым военно-морским силам двух объединённых держав, которые могут быть направлены против Японии из, это включало в его расчёты Великобританию и в меньшей степени Францию. Ямамото предположил, что с их противоречивыми глобальными интересами крайне маловероятно, что Великобритания и Россия когда-либо объединятся в войне против Японии. Он считал, что более вероятно, что Россия или, возможно, Великобритания в союзе с меньшей военно-морской державой, такой как Франция или Германия, направят часть своего флота против Японии. Поэтому Ямамото подсчитал, что четыре броненосца будут основной боевой силой, которую Британия или Россия могли бы отвлечь от своих других военно-морских обязательств для использования против Японии, и он также добавил ещё два броненосца, которые могли бы быть предоставлены для такой морской экспедиции меньшей враждебной державой. Ямамото предложил построить шесть броненосцев, которые понадобятся Японии для достижения победы. Глубина Суэцкого канала в то время составляла всего 8 метров, и самые большие строившиеся в то время военные корабли — британские броненосцы типа «Маджестик», водоизмещением 15 000 тонн — имели среднюю осадку равной глубины и поэтому не могли проходить через канал. Такому флоту пришлось бы обогнуть мыс Доброй Надежды, и не только этот маршрут занял бы много времени, но и каждый европейский флот, за исключением Королевского флота Великобритании, столкнулся бы со значительными проблемами при пополнении запасов угля на этом пути. Кроме того, создание ремонтных баз и доков вдоль маршрута и в водах Восточной Азии для крупнейших военных кораблей было бы огромными расходами для любой страны.
Таким образом, обеспечения своей безопасности Япония должна была иметь минимум шесть броненосцев, дополненных четырьмя броненосными крейсерами, водоизмещением не менее 7000 тонн каждый. Центральной частью строительной программы должно было стать приобретение четырёх новых броненосцев в дополнение к тем двум, которые уже строились в Великобритании в рамках более ранней строительной программы: «Фудзи» и «Ясима». Ямамото не просто рекомендовал приобрести больше броненосцев, он выступал за создание сбалансированного флота. Точно так же, как в армии пехоту поддерживали артиллерия, кавалерия и сапёры, так и броненосцы должны быть дополнены меньшими военными кораблями различных типов. В частности, это означало включение крейсеров, которые могли бы искать и преследовать противника, а также достаточного количества эсминцев и торпедных катеров, способных нанести удар по врагу в его родных портах. Программа также включала строительство двадцати трёх эсминцев, шестидесяти трёх торпедных катеров и расширение японских верфей, а также ремонтных баз и учебных объектов.
Как только была утверждена программа расширения военно-морского флота 1896 года, в неё пришлось вносить поправки. Первоначально программа предусматривала строительство четырёх броненосных крейсеров. Внимательное исследование российских строительных программ привело японцев к выводу, что шести броненосцев, предусмотренных в программе 1896 года, может оказаться недостаточно, если российский флот решит сконцентрироваться в водах Восточной Азии. Однако бюджетные ограничения просто не позволяли построить ещё одну эскадру броненосцев. Однако, поскольку гарвеевская и крупповская броня могли выдерживать попадания почти всех типов снарядов, кроме бронебойных, Япония могла приобрести броненосные крейсера, которые могли бы занять место рядом с броненосцами. Следовательно, с новой бронёй и более лёгкими, но более мощными скорострельными орудиями этот новый тип крейсеров превосходил многие старые броненосцы, все ещё находящиеся в строю. Впоследствии, в 1897 году, изменения в программе привели к замене четырёх бронепалубных крейсеров двумя дополнительными броненосными крейсерами. Родилась программа строительства флота «Шесть-шесть» : шесть броненосцев и шесть броненосных крейсеров.

## Выполнение программы
Программа строительства флота «Шесть-шесть» была утверждена кабинетом министров в конце 1895 года и одобрена парламентом в начале 1896 года. Она должна была быть завершена в течение десяти лет и стоить в общей сложности 280 миллионов иен, из которых на приобретение военных кораблей пришлось чуть более 200 миллионов иен за два этапа строительства. Первый этап должен был начаться в 1896 году и завершиться к 1902 году, второй осуществлялся с 1897 по 1905 год. Программа была профинансирована большей частью за счёт китайской контрибуции, полученной после Первой японо-китайской войны. Она была использована для финансирования основной части расширения военно-морского флота, примерно 139 миллионов иен. Остальная часть обеспечивалась за счёт государственных займов и существующих государственных доходов. Это означало, что не будет увеличения земельного налога, что имело решающее значение для обеспечения широкой парламентской поддержки. Однако правительство предложило поднять налоги на алкоголь и табак для оплаты дополнительных операционных расходов, которые будут сопровождать расширение флота. Промышленность Японии в то время была ещё недостаточно развита для строительства крупных кораблей внутри страны. В результате большая часть флота строилась за рубежом, в основном на британских верфях. С завершением программы строительства флота Япония стала бы четвёртой военно-морской державой в мире в течение всего одного десятилетия.